# Wedge Tomb von Coom

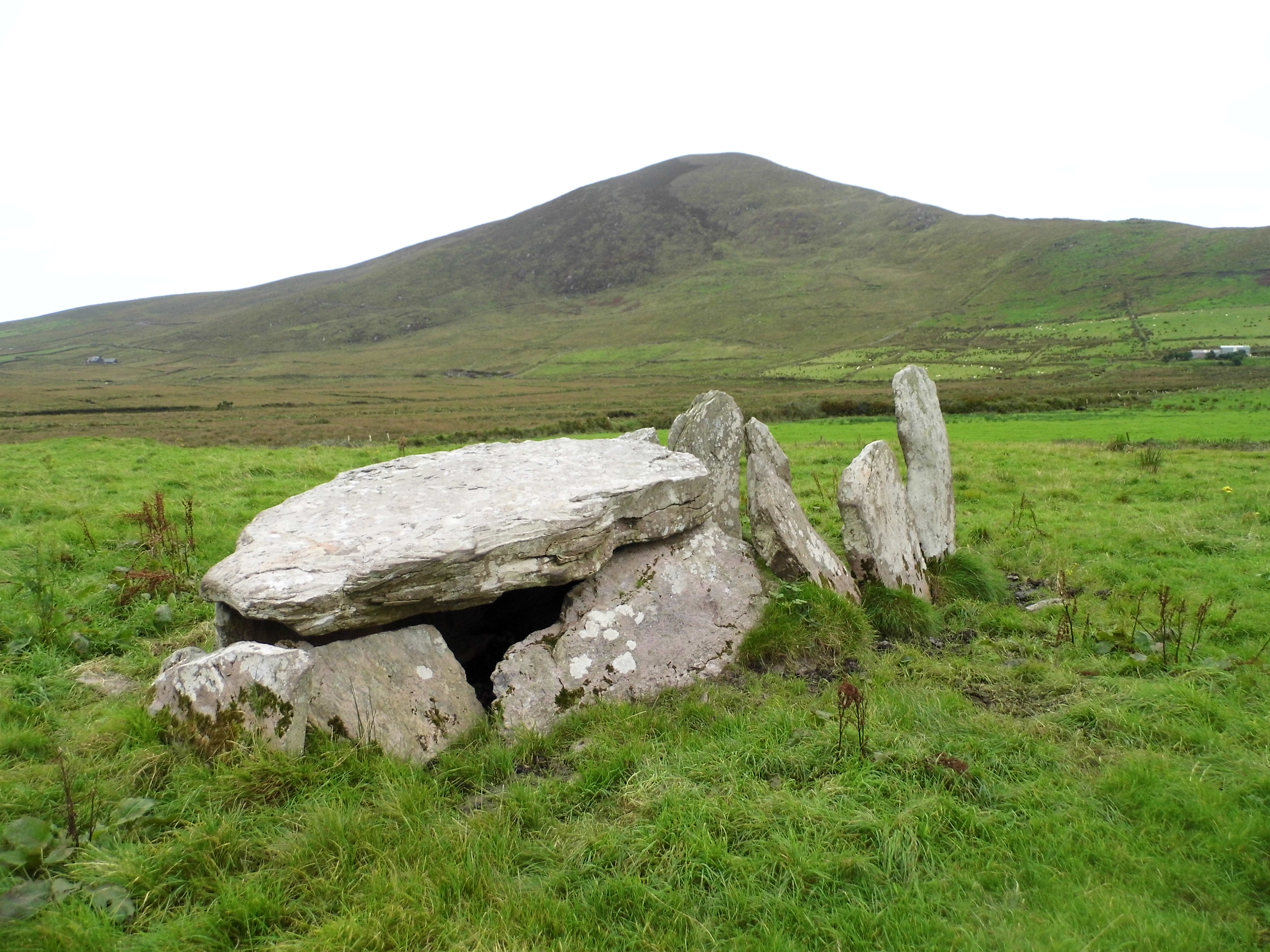
Wedge Tomb von Coom

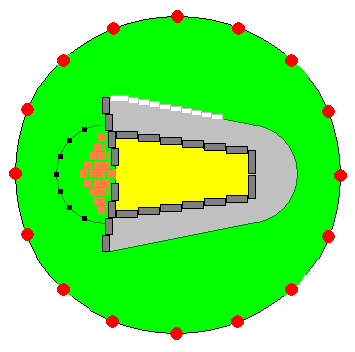
Prinzipskizze Wedge tomb am Beispiel von Island

Das Wedge Tomb von Coom (englisch Coom Wedge Tomb, auch Labbydermot, irisch Leaba Dhiarmada, (deutsch „Bett Dermots“), oft einfach Coom Tomb genannt) liegt im Townland Coom (irisch An Com) (Bar. Uíbh Ráthach) an einem Hang, etwa 3,3 km nordwestlich von Ballinskelligs im County Kerry in Irland wenige Dutzend Meter östlich des Oberlaufs des Ballinskelligs River genannten Baches, der in die gleichnamige Bucht entwässert. Wedge Tombs (deutsch „Keilgräber“, früher auch „wedge-shaped gallery grave“ genannt) sind doppelwandige, ganglose, mehrheitlich ungegliederte Megalithbauten der späten Jungsteinzeit und der frühen Bronzezeit.

## Beschreibung
Ausgrabungen von 1966/67 belegen das Vorhandensein eines umgebenden trapezförmigen Cairns (Steinhügels) der zwölf Meter lang, im Südwesten zehn Meter breit war und sich nach Nordosten auf zwei Meter verengte. Der Hügel ist heute weitgehend eingeebnet, durch das Marschland und die Torfentstehung überwachsen; nach Süden sind noch Reste sichtbar. Mehrfach bearbeitete Feuersteine wurden gefunden, aber im Bereich der Kammern keine Bestattungsreste.
Die Megalithanlage aus plattigem Material ist etwa fünf Meter lang und an der Frontseite 1,5 m breit. Erhalten sind 11 seitliche Tragsteine von Kammer und Vorkammer und ein etwa 3,2 m langer und 1,5 m breiter Deckstein, der ursprünglich die gesamte Kammern bedeckte, aber verlagert ist. Die ungewöhnlich lange Vorkammer macht etwa 40 % der Anlage aus. Es gibt einen einzelnen Endstein und zwei Steine an der Eintrittsseite der Kammer, die auf jeder Langseite einen langen und einen kurzen Tragstein besitzt. Die Vorkammer hat drei Steine auf jeder Seite, die ungefähr 1,5 m hoch sind. Die Anlage ist gut sichtbar und Südwest-Nordost ausgerichtet.

Coom
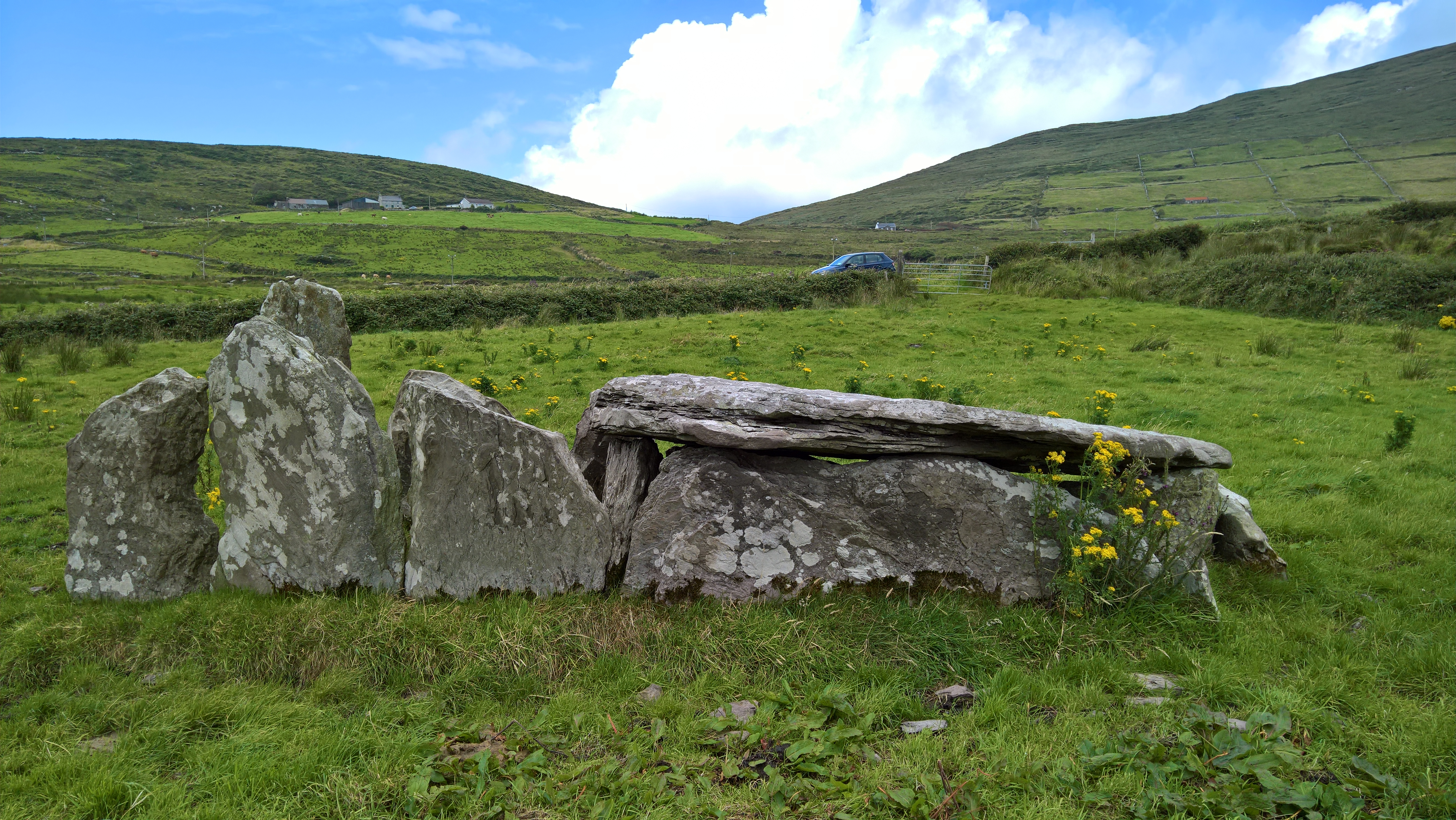
Die Megalithanlage Blickrichtung Norden
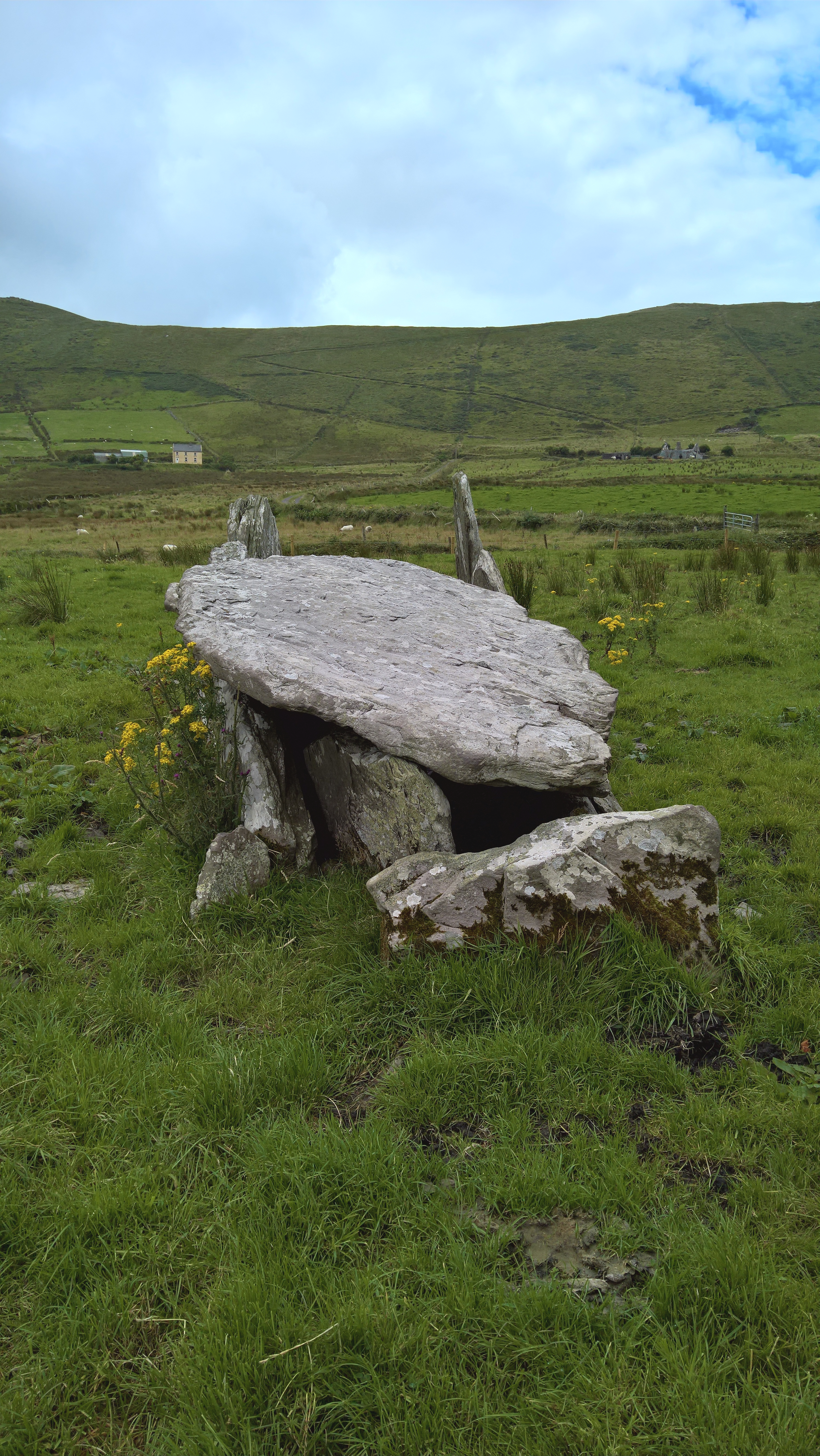
Blickrichtung Osten
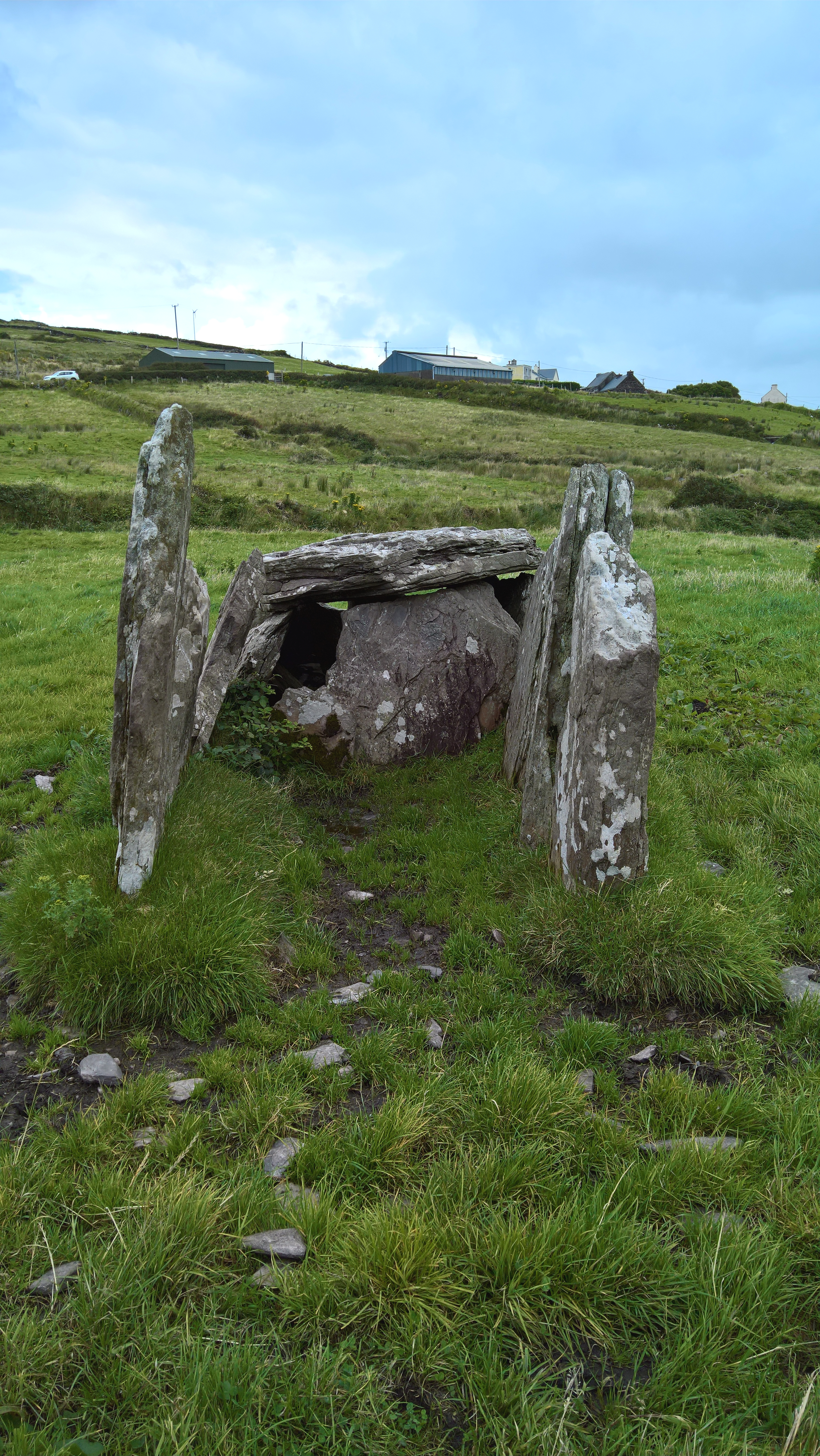
Blickrichtung Westen – Trennstein zwischen Vor- und Hauptkammer
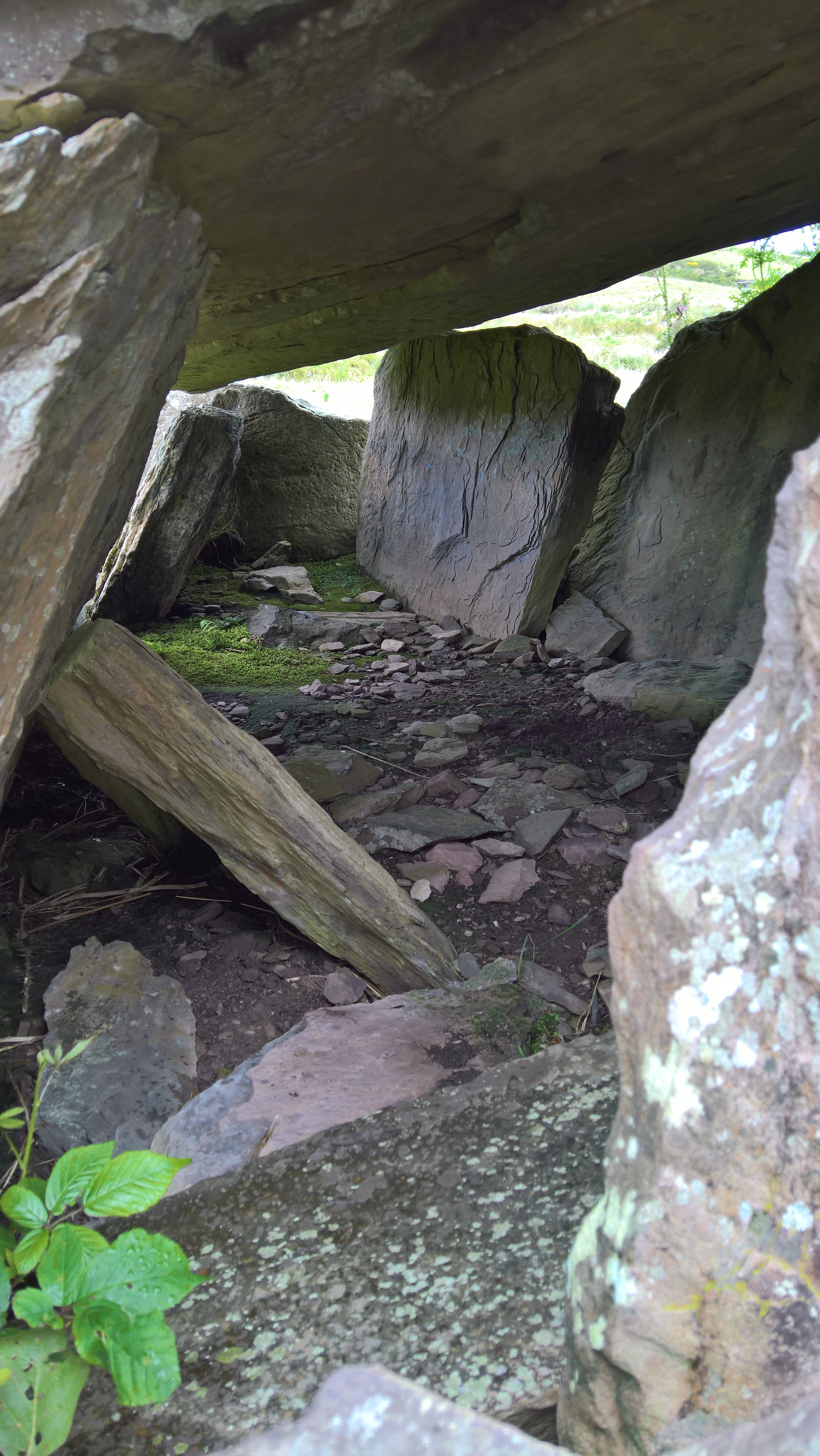
Die Hauptkammer unter dem Deckstein

Die Hauptkammer des Keilgrabs von Coom ist 2,85 m lang und verjüngt sich von einer Eingangsbreite von 1,45 m im Südwesten auf 0,4 m im Nordosten. Der Abschlussstein der Kammer liegt heute einige Zentimeter östlich des Decksteines. Ein Block teilt den Portikus (Vorkammer) von der Hauptkammer. Der nach Osten geneigte Deckstein liegt auf den Seitensteinen.

## Umgebung
Etwa 200 m nördlich, in der Gemarkung Leabaleaha, stehen ein Menhir und liegt ein Boulder Burial. Der etwa drei Meter hohe, spitz zulaufende Stein ist 0,35 m dick und an der Basis 1,0 m breit. Der Boulderstein misst etwa 2,0 m × 1,5 m und ist 0,4 m dick. Er hat mehrere Schälchen auf der Oberfläche.
Etwa 500 m westlich liegt ein Cairn von etwa vier Metern Durchmesser. Neun Steine liegen auf zwei Kreisbogensegmenten im Süden und Nordosten. Die höchsten Steine sind etwa einen Meter hoch.